# Jakym Somko

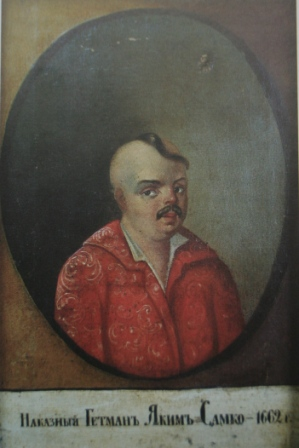
Jakym Somko

Jakym Somko (ukrainisch Яким Сомко; * etwa 1619 in Perejaslaw; † 28. September 1663 in Borsna) war zwischen 1660 und Juni 1663 Hetman der linksufrigen Ukraine.
Somko war der Schwager von Bohdan Chmelnyzkyj. Während des Russisch-Polnischen Krieges 1654–1667 kämpfte er gegen die Polen und die Krimtataren, um alle Kosakenländer unter seiner Herrschaft zu vereinigen.
Von seinen Gegnern wurde ihm vorgeworfen, geheime Verhandlungen mit Jurij Chmelnyzkyj und Pawlo Teterja sowie mit den Polen und den Krimtataren zu führen. Auf einer einberufenen Rada im Juni 1663 wurde Iwan Brjuchowezkyj zum neuen Hetman gewählt, woraufhin Somko inhaftiert und im September 1663 in Borsna hingerichtet wurde.
Jakym Somko ist die zentrale Figur in der Novelle Chorna rada – Chronik 1663 von Pantelejmon Kulisch.